# 콩피

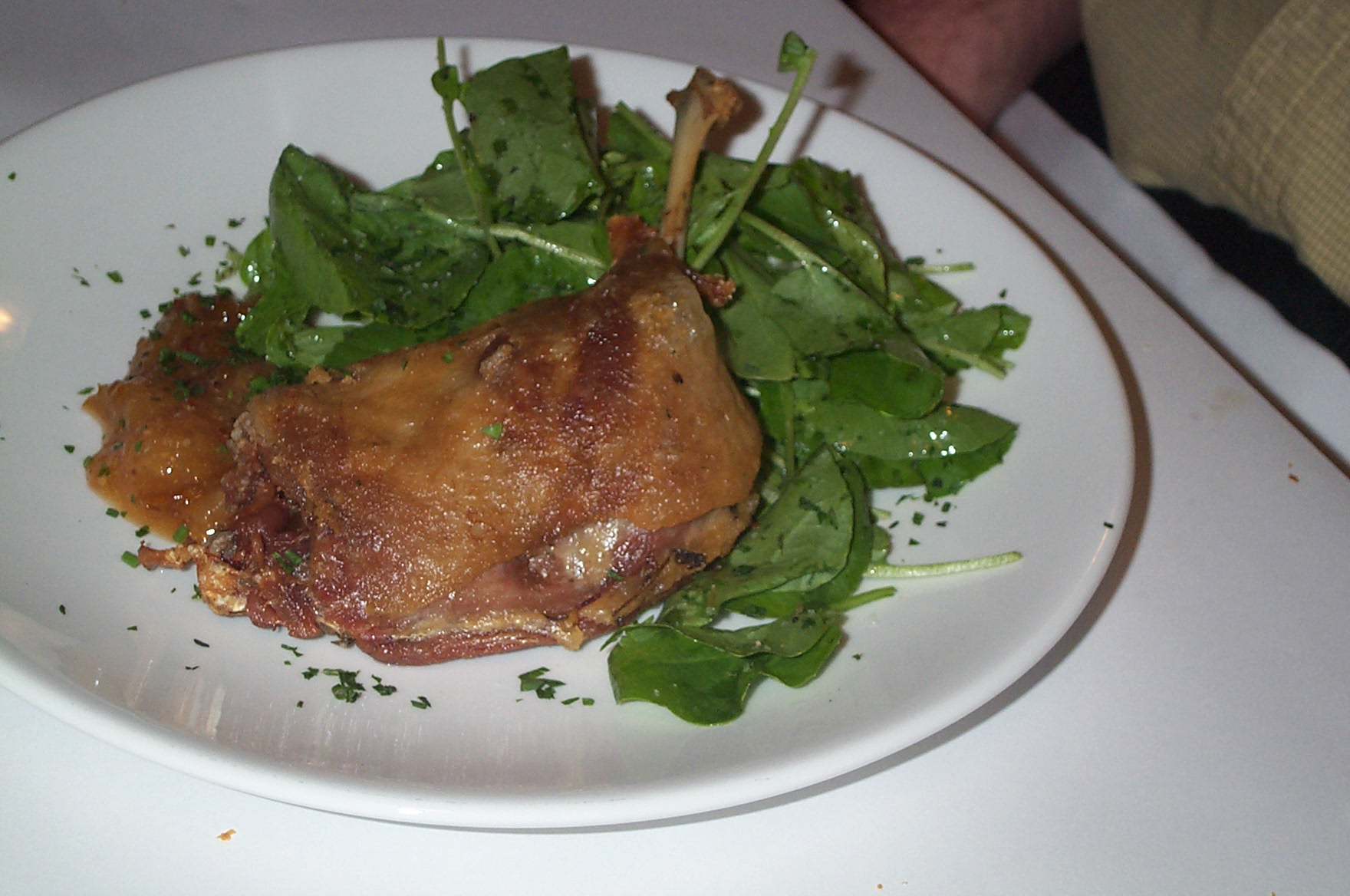

콩피(프랑스어: confit)는 요리기법 중 하나로서 시럽(설탕물)이나 기름에 식자재를 넣고 오랫동안 끓이는 기법이다. 보통 시원하고 어두운 장소에서 조리하는데 그 시간을 몇 달까지 계속할 수도 있다. 특별히 프랑스 남부 지역에서 유래한 방식이다. 보통 육류나 과일에 해당하지만 이탈리아 요리에서는 양파, 마늘 등의 향신료에도 활용한다.

## 어원
콩피의 어원은 프랑스어 동사 confire (준비하다)인데 정확히는 준비하다, 만들다 등의 뜻인 라틴어 conficere가 기원이다. 처음에는 시럽에서 과일을 조리하거나 저장하는 방식에 쓰였다.

## 육류 콩피

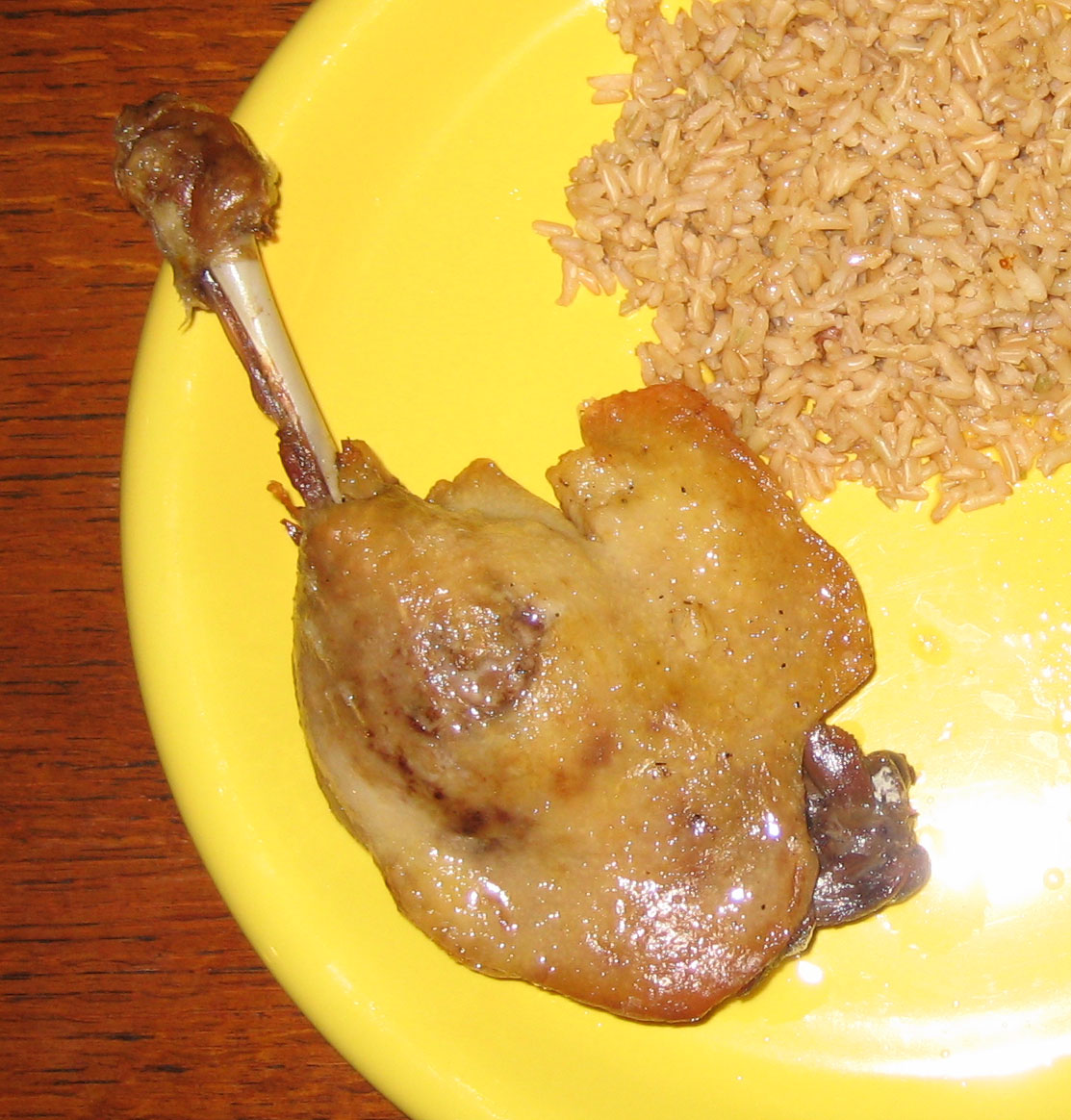
오리고기 다리 부위 콩피

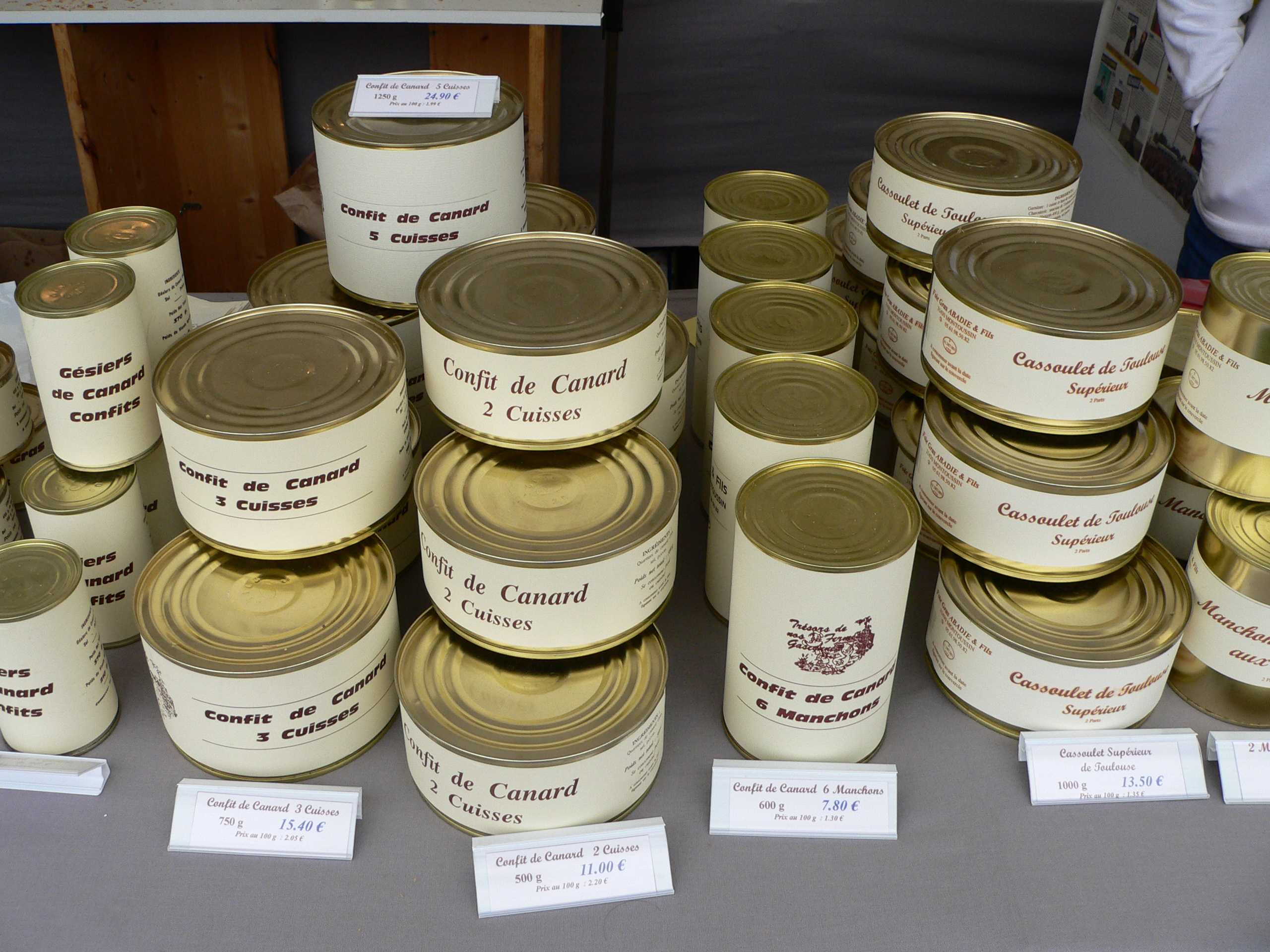
오리고기 통조림-콩피

콩피 방식으로 조리한 거위요리(confit d'oie), 오리요리(confit de canard)는 보통 가금류의 고기를 쓰는데 다리 부위를 사용한다. 소금간을 하고 허브로 양념을 한 뒤에 고기 부위를 기름에 담그는데 이 때 온도는 85도를 넘지 않게 해야 한다. 이러한 방식으로 고기를 식혀서 조리하는 것이어서 냉장 보관을 꼭 하지 않아도 되게 된다. 칠면조나 돼지고기도 비슷하다.

## 과일 콩피
과일 콩피 즉 당과는 과일을 주재료로 설탕 시럽에 담가서 보관하는 방식이다. 과일은 반드시 설탕물에 푹 담가야 하며 자연히 큰 과일은 조리 시간이 오래 걸린다. 체리처럼 작은 과일은 콩피를 해서 먹는 경우가 흔하지만 멜론과 같이 과육이 큰 경우에는 드물며 그 비용도 비싸다.

## 같이 보기
- 프리저브
- 아도보 (필리핀 음식)
- 른당